# Certyfikowane materiały odniesienia
Certyfikowany materiał odniesienia (CRM) – materiał odniesienia o jednej lub wielu określonych właściwościach scharakteryzowanych przez metrologicznie poprawną procedurę, któremu towarzyszy certyfikat podający wartość określonej właściwości, związaną z nią niepewność oraz stwierdzenie o spójności pomiarowej.
Produkcja certyfikowanych materiałów odniesienia jest jednym z kluczowych elementów, mających na celu zapewnienie spójności pomiarowej, a także dokładności i poprawności wyników badań w laboratoriach na całym świecie. Certyfikowane materiały odniesienia umożliwiają przekazywanie wartości wielkości zmierzonych lub przypisanych (fizycznych, chemicznych). Wykorzystywane są między innymi do wzorcowania przyrządów pomiarowych, sterowania jakością wyników badań i pomiarów, walidacji metod pomiarowych. Proces certyfikacji materiału odniesienia polega na wyznaczeniu jego charakterystyki metrologicznej oraz wystawieniu certyfikatu, który zawiera informacje o wartości wielkości certyfikowanej wraz z towarzyszącą jej niepewnością, a także o dacie ważności oraz spójności pomiarowej.
Do produkcji certyfikowanych materiałów odniesienia stosuje się substancje o dostatecznej jednorodności i stabilności. Ocenę jednorodności i stabilności oraz wyznaczenie charakterystyki metrologicznej wraz z niepewnością wartości wielkości certyfikowanej prowadzi się zgodnie z wymaganiami normy ISO 17034, która przedstawia ogólne wymagania, dotyczące kompetencji producentów materiałów odniesienia. Norma ta odwołuje się do przewodnika ISO Guide 35, w którym przedstawiono dodatkowe wytyczne, dotyczące charakteryzowania, sposobu prowadzenia badań stabilności i jednorodności oraz wyznaczania niepewności.

## Produkcja certyfikowanych materiałów odniesienia
Główne etapy produkcji CRM:
1. Zdefiniowanie CRM, dotyczące między innymi matrycy, właściwości certyfikowanej i jej poziomów, niepewności docelowej, zastosowania.
2. Wybór, pozyskanie oraz przygotowanie materiału będącego kandydatem do produkcji CRM.
3. Pakowanie materiału odniesienia.
4. Ocena zamienności (jeśli jest to właściwe).
5. Ocena jednorodności i stabilności.
6. Charakteryzowanie, mające na celu wyznaczenie wartości właściwości oraz ich niepewności.
7. Szacowanie niepewności.
8. Zapewnienie spójności pomiarowej.
9. Wydanie dokumentu materiału odniesienia (certyfikatu).
10. Zapewnienie odpowiednich warunków przechowywania oraz transportu CRM.
11. Monitorowanie stabilności.

### Ocena jednorodności i stabilności
Stabilność i jednorodność są podstawowymi parametrami na podstawie których można ocenić przydatność substancji do produkcji CRM. CRM wytwarza się zazwyczaj jako partię materiału, podzieloną i spakowaną do mniejszych opakowań (np. buteleczek, ampułek, fiolek). Tak przygotowany materiał powinien charakteryzować się jednorodnością między opakowaniami oraz wewnątrz opakowań, a także stabilnością przez cały okres istnienia partii.

#### Analiza jednorodności
Analizę jednorodności między opakowaniami wykonuje się w celu potwierdzenia, iż wartość wielkości certyfikowanej wzorca we wszystkich opakowaniach w danej partii materiału jest jednakowa w ramach niepewności, deklarowanej w certyfikacie. Oznacza to, że wartość wielkości certyfikowanej, wyznaczona dla jednego opakowania, może być przypisana każdemu opakowaniu w partii.
Analizę jednorodności wewnątrz pojedynczego opakowania przeprowadza się wtedy, gdy z opakowania można pobrać więcej niż jedną próbkę.
Niepewność składowa {\displaystyle u_{\mathsf {hom}},} związana z jednorodnością materiału odniesienia, może być rozłożona na dwa komponenty:
{\displaystyle u_{\mathsf {hom}}={\sqrt {u_{\mathsf {bb}}^{2}+u_{\mathsf {wb}}^{2}}},}
gdzie:
{\displaystyle u_{\mathsf {bb}}} – niepewność standardowa, związana z jednorodnością między opakowaniami,
{\displaystyle u_{\mathsf {wb}}} – niepewność standardowa, związana z jednorodnością wewnątrz opakowań.

#### Analiza stabilności
W przypadku oceny stabilności bada się stabilność długo- oraz krótkoterminową. Analiza stabilności długoterminowej ma na celu potwierdzenie, iż wzorzec zachowuje wartość wielkości certyfikowanej w ramach deklarowanej w certyfikacie niepewności przez cały okres ważności wzorca. Ocenę stabilności krótkoterminowej, zwanej inaczej stabilnością w warunkach transportu, wykonuje się w celu sprawdzenia, czy CRM jest stabilny w warunkach, na które może być narażony podczas transportu od producenta do laboratorium klienta, a które mogą znacznie różnić się od warunków przechowywania, panujących w laboratorium.
Niepewność składowa {\displaystyle u_{\mathsf {stab}},} związana ze stabilnością materiału odniesienia, może być rozłożona na dwa komponenty:
{\displaystyle u_{\mathsf {stab}}={\sqrt {u_{\mathsf {lts}}^{2}+u_{\mathsf {sts}}^{2}}},}
gdzie:
{\displaystyle u_{\mathsf {lts}}} – niepewność standardowa, związana ze stabilnością długoterminową,
{\displaystyle u_{\mathsf {sts}}} – niepewność standardowa, związana ze stabilnością krótkoterminową.
Ocenę stabilności materiału odniesienia wykonuje się zazwyczaj na podstawie analizy poprzednich partii tego samego lub podobnego materiału. Ponieważ niemożliwe jest przewidzenie wszystkich zmian, jakie mogą zdarzyć się w przyszłości w danej partii materiału odniesienia, zazwyczaj konieczne jest monitorowanie stabilności CRM przez cały okres ważności tej partii.

### Charakteryzowanie
Charakteryzowanie materiału odniesienia polega na wyznaczeniu wartości właściwości podlegającej certyfikacji, {\displaystyle y_{\mathsf {char}},} oraz niepewności {\displaystyle u_{\mathsf {char}},} związanej z wyznaczeniem tej wartości.

### Niepewność CRM
Niepewność standardowa wartości wielkości certyfikowanej {\displaystyle u_{\mathsf {CRM}}} wyrażana jest, zgodnie z prawem propagacji niepewności, następującym równaniem:
{\displaystyle u_{\mathsf {CRM}}={\sqrt {u_{\mathsf {char}}^{2}+u_{\mathsf {hom}}^{2}+u_{\mathsf {stab}}^{2}}},}
gdzie:
{\displaystyle u_{\mathsf {char}}} – niepewność standardowa, związana z charakteryzowaniem,
{\displaystyle u_{\mathsf {hom}}} – niepewność standardowa, związana z jednorodnością partii materiału,
{\displaystyle u_{\mathsf {stab}}} – niepewność standardowa, związana ze stabilnością partii materiału.
Niepewność CRM podaje się zazwyczaj w postaci niepewności rozszerzonej {\displaystyle U_{\mathsf {CRM}}}.

### Wynik końcowy
Przypisanie wartości właściwości certyfikowanej polega na połączeniu wyników uzyskanych z oceny jednorodności i stabilności z wynikami z charakteryzowania materiału odniesienia. Wartość przypisaną {\displaystyle x_{\mathsf {CRM}}} można wyznaczyć za pomocą poniższego równania:
{\displaystyle x_{\mathsf {CRM}}=y_{\mathsf {char}}+\delta _{\mathsf {hom}}+\delta _{\mathsf {stab}},}
gdzie:
{\displaystyle y_{\mathsf {char}}} – wartość właściwości otrzymana w wyniku charakteryzowania,
{\displaystyle \delta _{\mathsf {hom}}} – błąd związany z niejednorodnością materiału odniesienia,
{\displaystyle \delta _{\mathsf {stab}}} – błąd związany z niestabilnością materiału odniesienia.a.
Wartość wielkości certyfikowanej {\displaystyle x_{\mathsf {CRM}}} podawana jest w certyfikacie materiału odniesienia wraz z towarzyszącą jej niepewnością rozszerzoną {\displaystyle U_{\mathsf {CRM}}}. W certyfikacie podawane są również inne istotne informacje, między innymi o dacie ważności i spójności pomiarowej CRM do ustalonych odniesień poprzez nieprzerwany łańcuch porównań. Zalecenia dotyczące zawartości certyfikatów materiału odniesienia zawarte są w przewodniku ISO Guide 31.